# Rychnov nad Kněžnou
Rychnov nad Kněžnou (en allemand : Reichenau an der Knieschna) est une ville de la région de Hradec Králové, en Tchéquie, et le chef-lieu du district de Rychnov nad Kněžnou. Sa population s'élevait à 11 420 habitants en 2025.

## Géographie
Rychnov nad Kněžnou se trouve à 24 km au nord-nord-ouest d'Ústí nad Orlicí, à 33 km à l'est-sud-est de Hradec Králové, à 39 km à l'est-nord-est de Pardubice et à 132 km à l'est de Prague.

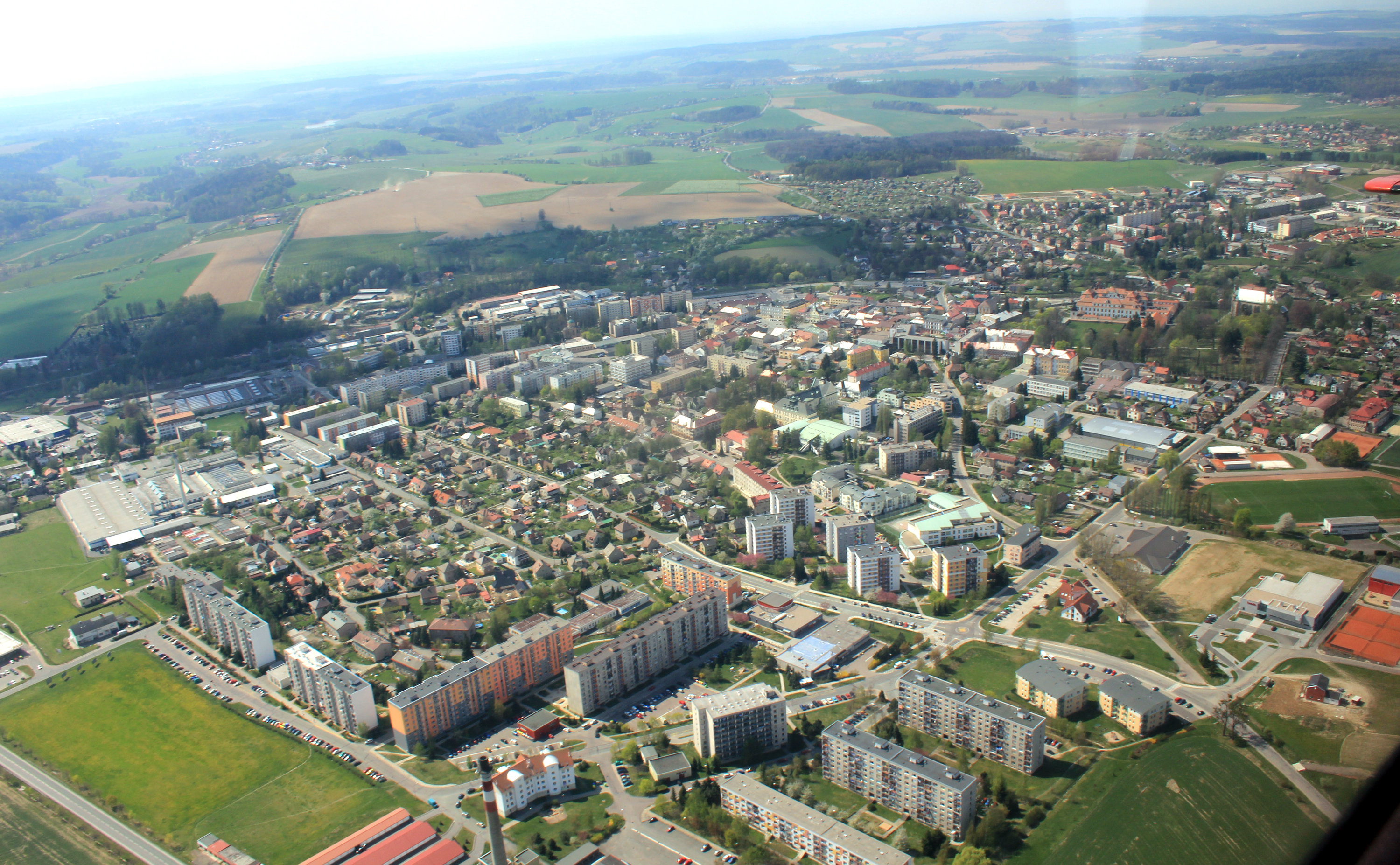
Vue aérienne de Rychnov nad Kněžnou.

La commune est limitée par Solnice et Lukavice au nord, par Liberk, Javornice et Jahodov à l'est, par Vamberk, Lupenice, Tutleky et Synkov-Slemeno au sud, et par Libel, Třebešov et Černíkovice à l'ouest.

## Histoire
La première mention écrite de la localité date de 1258.

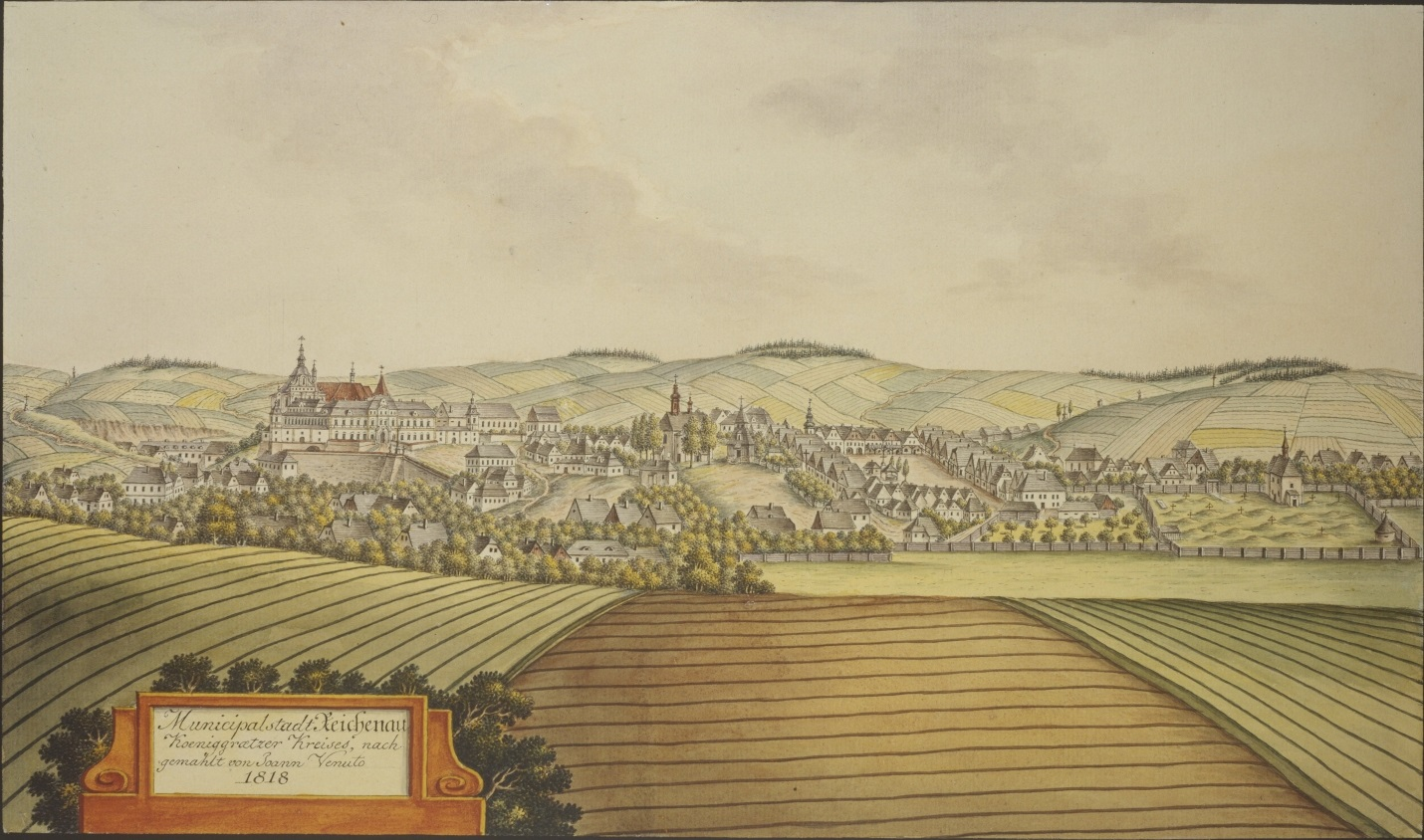
Rychnov nad Kněžnou en 1818, par Joann Venuto.

## Population
Recensements (*) ou estimations de la population de la commune dans ses limites actuelles :
| 1869* | 1880* | 1890* | 1900* | 1910* | 1921* | 1930* |
| ----- | ----- | ----- | ----- | ----- | ----- | ----- |
| 6 548 | 6 493 | 6 449 | 6 882 | 6 936 | 6 365 | 6 425 |

| 1950* | 1961* | 1970* | 1980*  | 1991*  | 2001*  | 2014   |
| ----- | ----- | ----- | ------ | ------ | ------ | ------ |
| 7 207 | 7 248 | 7 936 | 10 069 | 11 552 | 11 736 | 11 215 |

| 2015   | 2016   | 2017   | 2018   | 2019   | 2020   | 2021   |
| ------ | ------ | ------ | ------ | ------ | ------ | ------ |
| 11 184 | 11 088 | 11 004 | 11 088 | 10 998 | 10 999 | 10 899 |

| 2022   | 2023   | 2024   | 2025   | - | - | - |
| ------ | ------ | ------ | ------ | - | - | - |
| 10 717 | 11 178 | 11 142 | 11 420 | - | - | - |

## Galerie

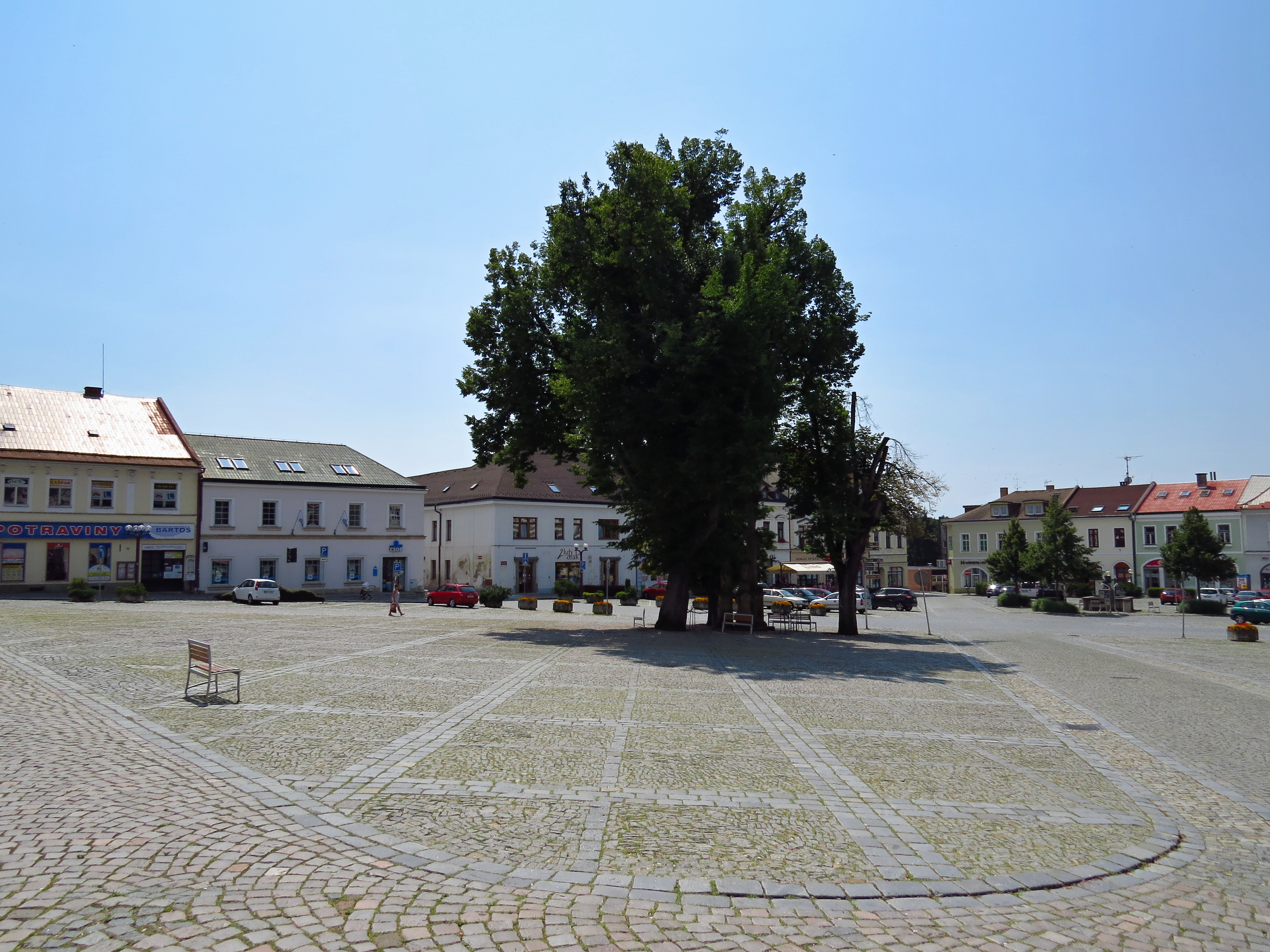
Rychnov nad Kněžnou : place centrale.
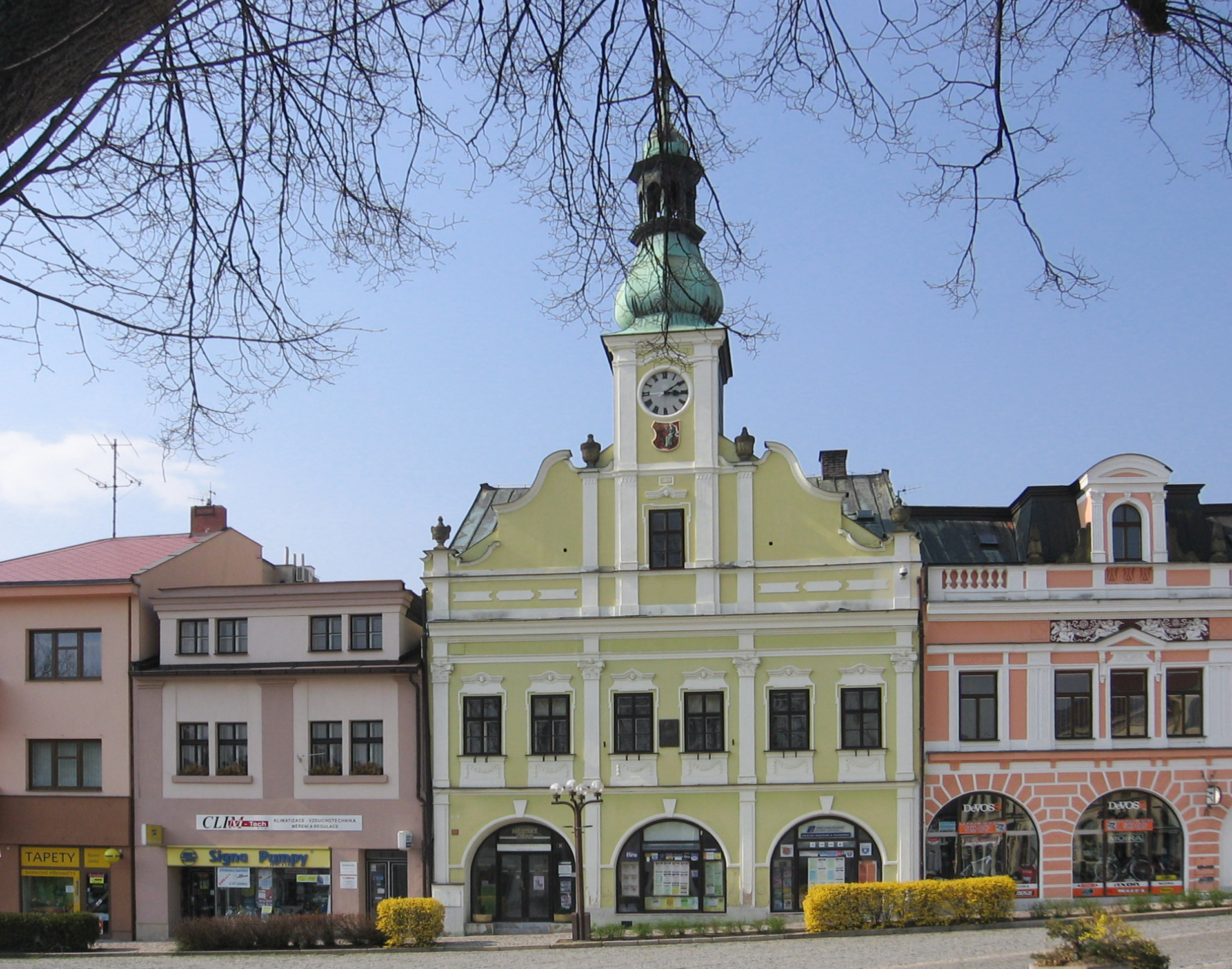
Hôtel de ville.

## Transports
Par la route, Rychnov nad Kněžnou se trouve à 40 km de Hradec Králové, à 58 km de Pardubice et à 157 km de Prague.